# الانتخابات في اليابان
في نظام الانتخابات الياباني هناك ثلاث أنواع من الانتخابات: الانتخابات العامة لمجلس النواب التي تعقد كل أربع سنوات (ما لم يحل المجلس قبل المدة القانونية)، وانتخابات مجلس المستشارين التي تعقد كل ثلاث سنوات لاختيار نصف عدد أعضاء المجلس، بالإضافة إلى الانتخابات المحلية التي تعقد كل أربع سنوات لاختيار رؤساء القرى والبلديات والمحافظين. يتم الإشراف على الانتخابات في كل دائرة انتخابية من قبل دائرة الانتخابات المحلية بموجب قانون الانتخابات المحلية الوطني.
يستطيع أي شخص يحمل الجنسية اليابانية وبلغ 20 عامًا من العمر أن يدلي بصوته في الانتخابات (ما لم يمنع من حقوقه المدنية بسبب جرم)، بالإضافة إلى ذلك فإنه يتوجب عليه أن يكون قد أقام لمدة أكثر من ثلاثة أشهر في المنطقة المحلية للإدلاء بصوته في الانتخابات المحلية.
ينبغي أن يكون المرشح لانتخابات مجلس النواب أن يحمل الجنسية اليابانية وبلغ 25 عام، أما بالنسبة للترشيح لمجلس المستشارين والانتخابات المحلية ينبغي أن يكون قد أتم 30 عام ليتمكن من ترشيح نفسه للانتخابات.

## الانتخابات الوطنية

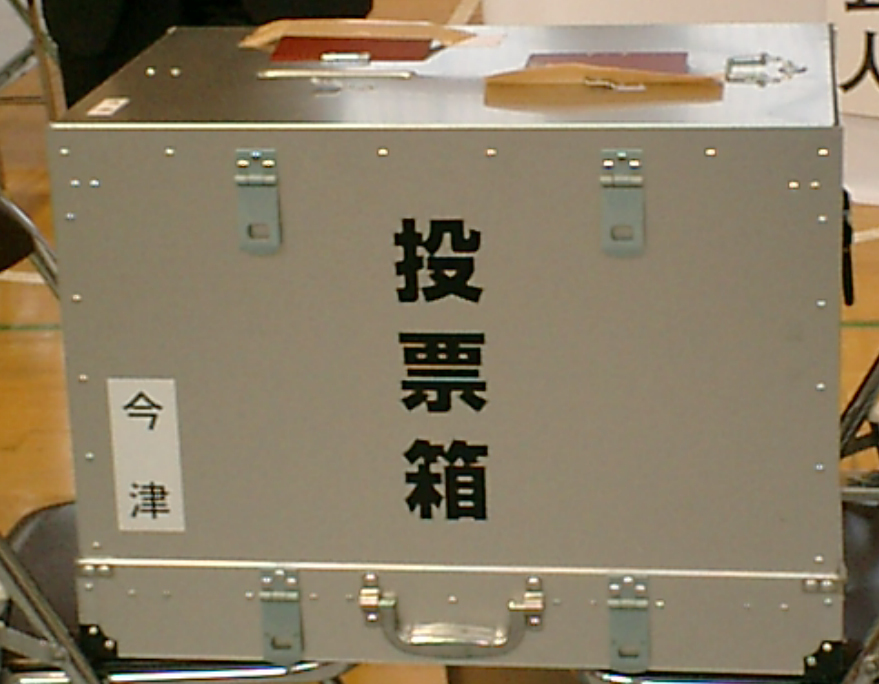
صندوق انتخابات في اليابان.

يتكون برلمان اليابان من مجلس النواب (衆議院 شوغيين) ومجلس الشيوخ أو مجلس المستشارين (参議院 سانغيين)، يتم انتخاب كلا المجلسين بشكل مباشر عن طريق نظام تصويت متوازي. يتكون مجلس النواب من 480 عضو، ينتخب 300 منهم من دائرة انتخابية واحدة (انتخاب فردي) و180 من 11 دائرة انتخابية يتم انتخابهم بالتمثيل النسبي. في هذا النظام الانتخابي يدلي الشخص بصوتين أحدهما لمرشح مستقل في الدائرة الانتخابية وآخر لقائمة حزب. وعند النتيجة يتم توزيع المقاعد الـ 180 على الأحزاب بحسب نسبة حصول كل منهم على أصوات الناخبين، حيث يقوم الحزب بإعطاء هذه المقاعد للمرشحين الذين لم يحصلوا على عدد أصوات كاف في الانتخابات الفردية.
أما مجلس المستشارين فيتكون من 242 عضو، ينتخب 146 منهم من 47 محافظة يابانية و 96 عضو من لائحة نسبة التمثيل الوطني للأحزاب، ويتم انتخاب نصف عدد أعضاءه كل ثلاث سنوات.